# 아랄해
아랄해(우즈베크어: Orol dengizi 오롤 덴기지,카자흐어: Арал теңізі, Aral tengizi 아랄 텐기지, 러시아어: Аральскοе мοре 아랄스코에 모레[*])는 카스피해의 동쪽에 위치한, 중앙아시아의 염호이다. 우즈베키스탄 북부와 카자흐스탄 남부에 위치하고 있다. 대부분이 우즈베키스탄 영토에 존재한다.
아랄해는 한때 면적 세계 4위의 호수였으나 강물의 유입이해마다 줄어들면서 급격히 작아지고 있다. 호수가 줄어들고 있는 것은 1960년대부터 소련에서 대규모 면화 재배를 위해 아랄해로 들어오는 아무다리야강과 시르다리야강의 물을 중간에 차단하고 관개용수로 사용했기 때문이다.
호수로 유입된 물이 크게 줄자 염도가 3배 이상 높아지고 수량이 70%이상 감소했다. 호수가 작아지면서 그곳에 살고 있던 철갑상어와 잉어 등 토착 어종이 사라졌으며 어업으로 번성하던 주변 어민들은 생계를 잃게 되었다.
호수가 축소되자 이 지역에서는 겨울과 여름의 기온차가 커지고 비도 적게 내려 작물의 생산량도 현저하게 감소하였다.
우즈베키스탄에서 아랄해를 원래대로 복구하는 작업을 하고 있으며 현재는 많이 복구된 상태이다.
|  |  |

## 사진

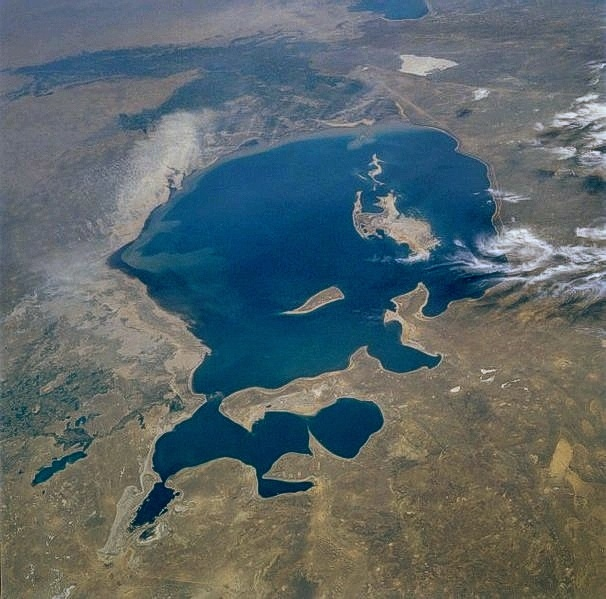
1985년 위성 사진
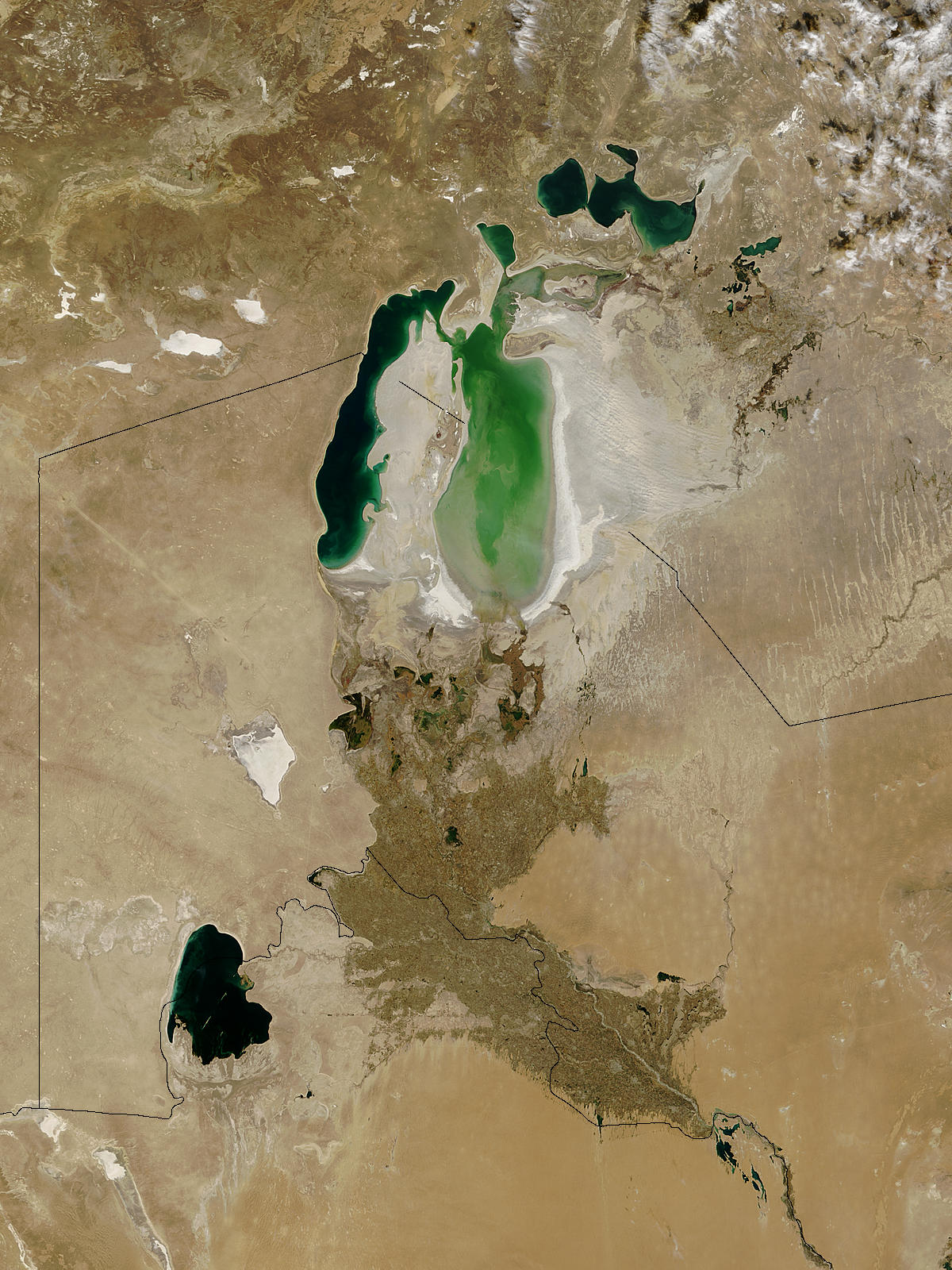
2003년 위성 사진. 50년 전에 비해 절반으로 크기가 줄었다
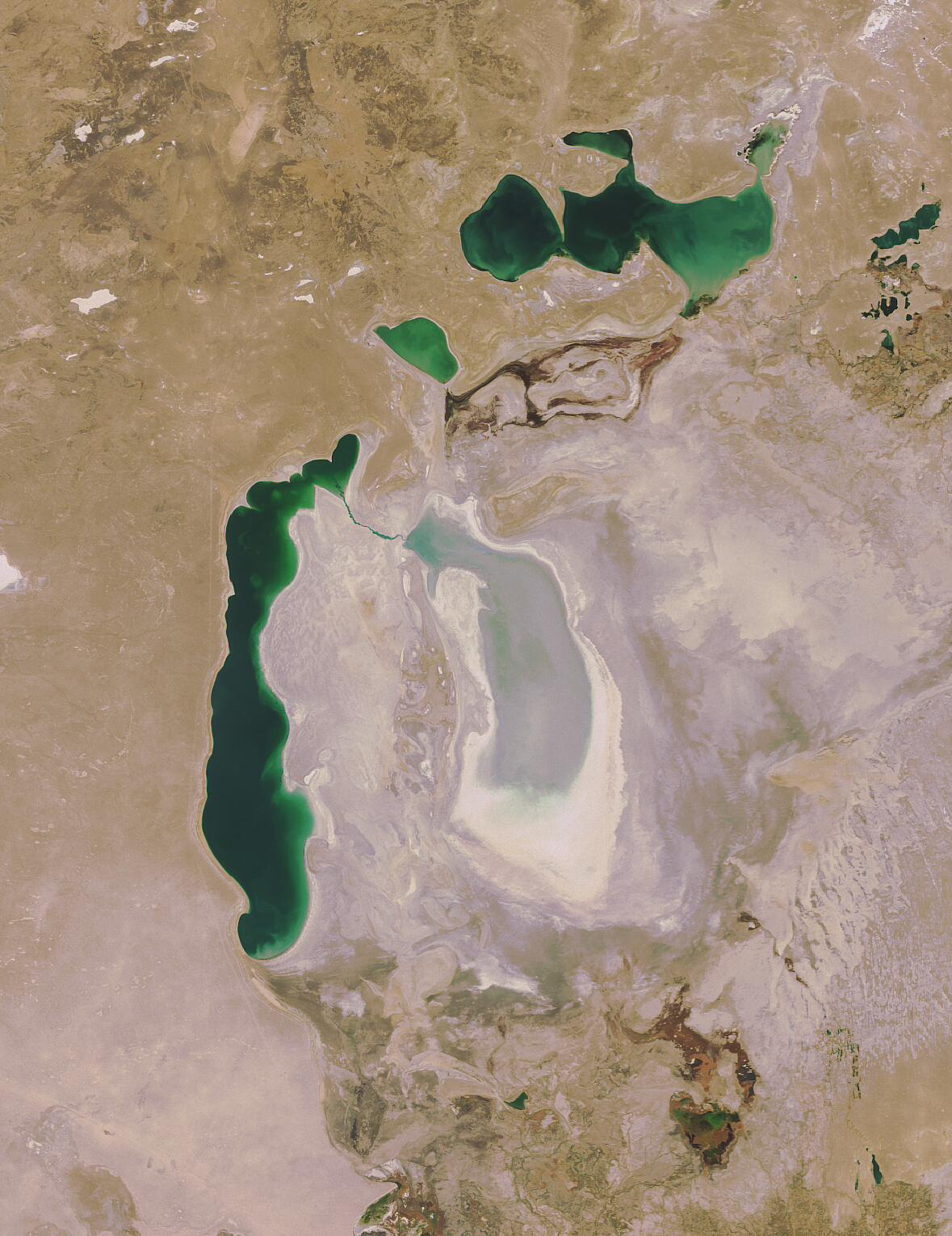
2008년 10월 5일 위성 사진
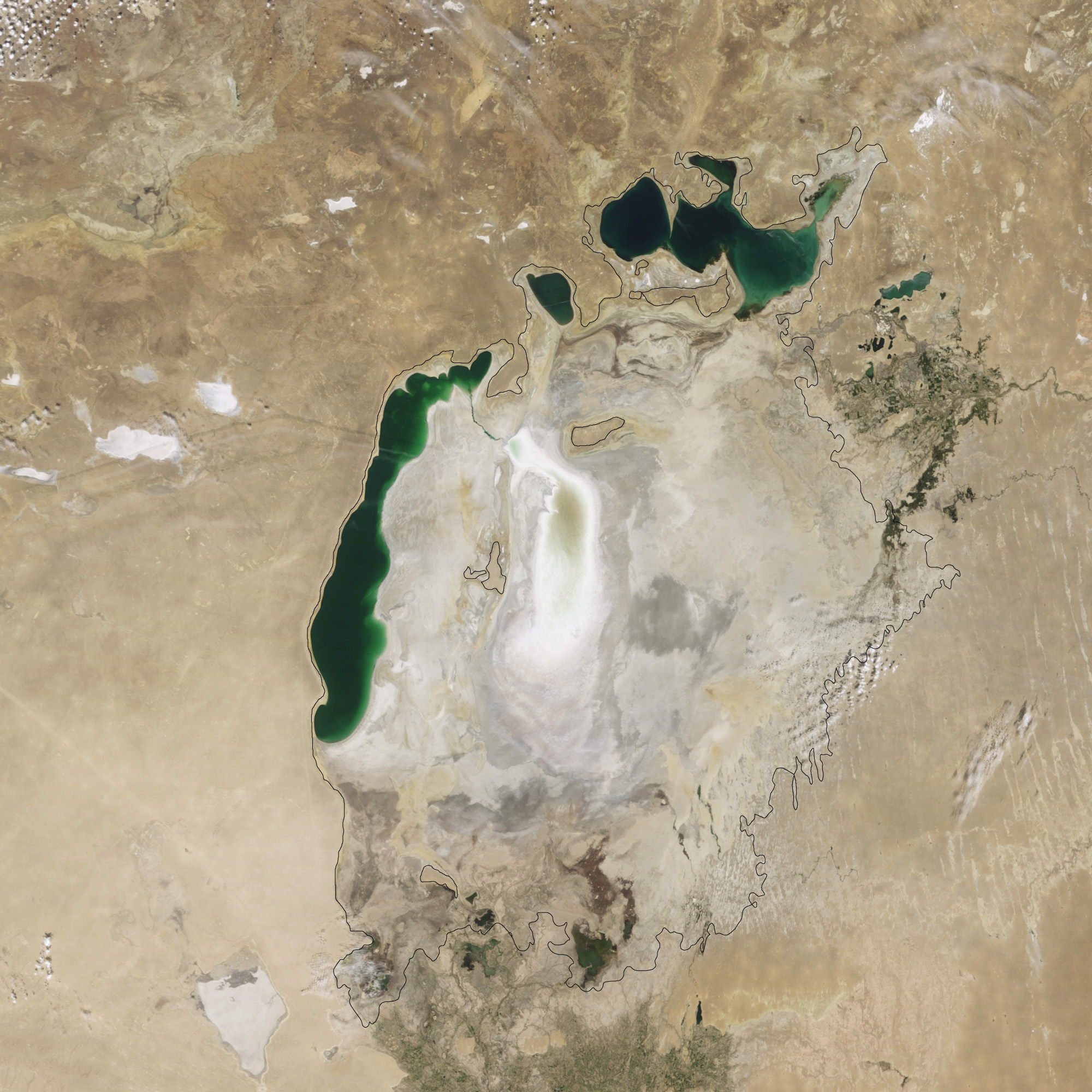
2009년 8월 위성 사진

## 같이 보기
- 보즈로즈데니야섬
- 차드호